# Terra (Film)
Battle for Terra (OT: Terra) ist ein Animationsfilm aus dem Jahr 2007. Regie führte Aristomenis Tsirbas, der außerdem das Drehbuch verfasste. Terra war ursprünglich ein Kurzfilm von 2003, der nun für die große Leinwand umgesetzt wurde. Der Film wurde zum ersten Mal am 8. September 2007 auf dem Toronto International Film Festival vorgeführt. Während der Dreharbeiten wurde eine zweite Kamera eingesetzt, aus deren Aufnahmen später eine 3D-Fassung entstand.

## Handlung
Auf einem fremden Planeten, der im späteren Verlauf des Films von den Menschen als Terra bezeichnet wird, lebt eine außerirdische Spezies in einer pazifistischen und naturverbundenen Kultur auf relativ primitivem Niveau. Die einzig bemerkenswerte Errungenschaft sind motorisierte Fluggleiter, mit denen die Außerirdischen ihre natürliche Flugfähigkeit erweitern.
Als eines Tages den Außerirdischen überlegene Raumschiffe auftauchen und Bürger entführen, verfolgt die technikbegabte Mala eines der Raumschiffe, da auch ihr Vater entführt wurde. Sie schafft es durch Nutzung ihrer Ortskenntnisse, das Raumschiff in einem Unfall zu verwickeln und so zur Landung zu zwingen. Als Mala sich dem Raumschiff nähert, wird sie vom Piloten mit einer Waffe bedroht, jedoch wird dieser kurz daraufhin bewusstlos, und es wird ersichtlich, dass es sich bei der angreifenden Spezies um Menschen handelt.
Mala bringt den Piloten zu sich nach Hause und wird dort vom Assistenzroboter des Piloten, Giddy, der sie nach Hause verfolgt hat, gebeten den Piloten, Lieutenant James „Jim“ Stanton, zu retten, da seine Sauerstoffversorgung zu versagen droht und die Atmosphäre des Planeten für Menschen giftig ist. Als Bedingung für die Hilfe bei der Rettung bringt Giddy Mala die menschliche Sprache per Download ins Gehirn bei. Daraufhin bauen die beiden ein Zelt und eine Apparatur, die aus einer heimischen Pflanze Sauerstoff generiert.
Später kommt Jim zu sich und wird, als er aus dem Zelt ausbricht, weil eine Rettungsmannschaft durch die Stadt fliegt, die er auf sich aufmerksam machen will, erneut von Mala gerettet, als er aus der Tür fällt und beinahe zu Tode stürzt.
Während Jims neuerlicher Bewusstlosigkeit offenbart Giddy Mala die Hintergründe der menschlichen Operationen auf dem Planeten.
Die Menschheit expandierte aus Gründen des Ressourcenmangels auf den Mars und die Venus und terraformte die Planeten. Als die Kolonien jedoch ihre Unabhängigkeit forderten, kam es zum Krieg, bei dem alle drei Planeten zerstört wurden. Die Reste der menschlichen Spezies suchten nun seit Jahrhunderten in einem Generationsschiff einen bewohnbaren Planeten und fanden ihn in „Terra“.
Mit einem sich bewegenden Modell der Erde mit Mond überzeugt Mala Jim von ihren technischen Fähigkeiten, worauf er ihr einen Handel anbietet. Sie hilft ihm bei der Reparatur seines Schiffs, und er hilft ihr bei der Befreiung ihres Vaters. Nachdem die beiden alle notwendigen Ersatzteile hergestellt haben, besucht Malas Freund Senn sie überraschend und entdeckt Jim, worauf er den Ältestenrat informiert. Mala und Jim müssen fliehen und beginnen mit der Suche nach Jims Schiff, das jedoch verschwunden ist. Sie finden es schließlich in einer anscheinend älteren und versteckten Konstruktion der Terraner, die auf ihre kriegerische Vergangenheit hinweist. Dort treffen sie auch auf feindselige Terraner, die über fortschrittliche Waffen verfügen, können jedoch das Schiff erbeuten und zur irdischen Arche fliegen.
Im Orbit angekommen ist man sehr erfreut, dass Jim noch am Leben ist. Er entschließt sich jedoch, vorerst alleine mit seinen Leuten zu reden und bittet Mala darum, an Bord seines Jägers zu bleiben. Auf dem inzwischen sehr gealterten Generationsschiff, auf dem sich aufgrund des baulichen Zustands ständig tödliche Unfälle ereignen, wird Jim als Held gefeiert, da er dem Militär, der Earth Force, Informationen über die Wehrfähigkeit der Terraner liefern kann, das angeführt von General Hemmer den Planeten erobern will, um das Überleben der Menschheit sicherzustellen. Mala hat inzwischen Jims Schiff verlassen und macht sich, bewaffnet mit Jims Laserpistole, auf die Suche nach ihrem Vater. Sie findet ihn und die anderen Terraner in einer Lagereinrichtung mit angeschlossener Müllverbrennung/Krematorium. Sie versucht, ihn zu befreien, wird jedoch von Soldaten entdeckt. Ihr Vater tötet sich und die Wachen, indem er eine Scheibe zerschießt, sodass die Luft des Raums ins Vakuum des Alls entweicht. Mala im Nebenzimmer wird von Wachen gefangen genommen.
Videoaufnahmen vom Tod der Wachen durch die Hand von Malas Vater nutzt der General als weitere Propaganda gegen die „bösartigen“ Außerirdischen vor dem Rat, der ihm jedoch immer noch die Erlaubnis verwehrt, die Terraner auszurotten und den Planeten zu erobern. Der General führt daraufhin einen einem Militärputsch durch und setzt den Rat ab. Auf die Proteste des Rats erwidert er, dass zukünftige Generationen über seine Taten richten sollen. Zukünftige Generationen gäbe es aber nur dank ihm, so der General.
Der Staatsstreich führt zu einem Zerwürfnis zwischen Jim und seinem Bruder Stewart, der den General unterstützt, während Jim erklärt, dass sie dem Rat als höchstes Staatsorgan und nicht dem General loyal gegenüber sein müssen.
Nachdem der General Jim offenbart, dass die Arche nur noch für zwei Monate Sauerstoff hat, sperrt er Mala und Jims Bruder in einem Raum mit Terraner-Atmosphäre und gibt Jim die Möglichkeit, den Raum mit Sauerstoff zu fluten, um so Stewart zu retten, aber damit Mala zu töten. Jim aktiviert die Sauerstoffversorgung, befiehlt Giddy aber, alles Mögliche zu tun, um Mala zu retten, sodass er die Zelle öffnet und Mala ein Atemgerät gibt. Giddy und Mala fliehen von der Arche und kehren nach Terra zurück.
Der Ältestenrat hat inzwischen die modernen Fluggeräte aus den kriegerischen Epochen der Terraner reaktiviert, um sich verteidigen zu können. Unter Verweis auf seinen Befehl, sie zu beschützen, kann Mala Giddy dazu bringen, den Terranern taktische Informationen über die Menschen zu liefern.
Auf der Arche wird inzwischen der Angriff vorbereitet, dessen Hauptziel die Aufstellung und Aktivierung des Terraformers ist, einer Maschine, die bei Normalbetrieb innerhalb von 7 Tagen die Atmosphäre des Planeten umwandelt, jedoch auch die einzige Sauerstoffquelle des Generationsschiffs darstellt und so, einmal abgeworfen, erfolgreich sein muss, da sonst der Sauerstoff auf dem Schiff ausgeht.
Der Angriff der Earth Force beginnt, und die Terraner verteidigen sich mit den reaktivierten Gleitern, die den Menschen in ihren zwar technisch fortgeschrittenen, aber sehr schlecht gewarteten Schiffen schwere Verluste zufügen. Während die Terraner nur vergleichsweise schwache Verluste hinnehmen müssen, zwingt der General seine Truppen in gewaltiger zahlenmäßiger Überlegenheit mit dem Angriff fortzufahren und setzt den Terraformer, dessen Brücke dem General als Kommandobunker dient, nahe dem Bevölkerungszentrum der Terraner ab. Die Schiffe der Menschen verteidigen nun den Terraformer, der selbst über Geschütze verfügt, gegen die verzweifelten Angriffe der Terraner. Der General überlastet den Former, um den Prozess schneller abzuschließen, und lässt weitere Verstärkung einfliegen.
Ein Großteil der terranischen Flotte wird zum Rückzug gezwungen. Nachdem jedoch Senns Gleiter von einem irdischen Jäger abgeschossen wurde, macht Mala, getrieben von Rache, Jagd auf den Jäger, der sich jedoch als Stewart herausstellt. Dieser fleht Jim um Hilfe gegen den terranischen Gleiter an. Doch als Jim erkennt, dass er von Mala gesteuert wird, bringt er sein Schiff zwischen Mala und Stewart und beendet so den Kampf zwischen den beiden. Er selbst salutiert Mala und setzt daraufhin Kurs auf den Former. Er durchdringt das Abwehrfeuer und zerstört den Kommandoposten, in dem der General zurückbleibt, mit seinen Bordraketen. Die durch die zu schnelle Sauerstoffproduktion erzeugte lokale Überkonzentration an Sauerstoff verstärkt die Explosion, sodass der Former zerstört wird. Während Mala und Stewart sich retten können, opfert sich Jim damit für die Terraner, zerstört jedoch zugleich die Lebensgrundlage der Menschheit.
In der Stadt der Terraner ist man froh, dass der Angriff abgewehrt werden konnte. Mala und Senn sehen einander wieder und freuen sich beide, da sie voneinander dachten, sie wären tot. Der Älteste lobt Mala für die Rettung ihres Volkes, doch sie ist traurig, dass die Menschheit nun ihrer Vernichtung entgegensieht. Der Älteste der Terraner ermuntert sie jedoch und erklärt, es gäbe immer Alternativen.
Mit Hilfe der Terraner haben die Menschen kurze Zeit später eine Sauerstoffkuppel gebaut, unter der sie eine Siedlung errichten. In ihrer Mitte steht eine Statue für Jim, der es durch sein Opfer ermöglicht hat, dass Terraner und Menschen friedlich auf dem Planeten zusammen leben.